# Kościół Podwyższenia Krzyża Świętego w Szczyrbskim Jeziorze
Kościół Podwyższenia Krzyża Świętego – kościół rzymskokatolicki znajdujący się w Szczyrbskim Jeziorze na Słowacji. Świątynia pełni funkcję kościoła filialnego dla parafii w Wysokich Tatrach. 
Kościół został wybudowany w stylu neogotyckim w okresie dwudziestolecia międzywojennego jako prywatna kaplica hrabiego Móry, który jako właściciel osady Szczyrbskie Jezioro w latach 1936–1937 dokonał jej rozbudowy. Wybudowana świątynia była wówczas filią parafii w Szczyrbie. W latach 1969–1979 przeprowadzono rozbudowę kościoła, wskutek czego stracił on swoje pierwotne kształty. W 1983 roku kościół odnowiono i dobudowano o niego zakrystię. Rok później zamontowano nowe organy. 